# جون دينغ
جون دينغ (بالصينية: 鄧振中) هو دبلوماسي وسياسي تايواني، ولد في 29 يوليو 1952 في تايوان.